# Featuring Pharoah Sanders and Black Harold
Featuring Pharoah Sanders and Black Harold ist ein Jazzalbum von Sun Ra. Die am 31. Dezember 1964 in der Judson Hall, New York City, entstandenen Aufnahmen erschienen 1976 auf El Saturn Records und 2009 in erweiterter Form als Compact Disc auf ESP-Disk. Unter dem Titel Judson Hall, New York, Dec. 31, 1964 wurde das Album 2014 von Cosmic Myth Records als Download wiederveröffentlicht.

## Hintergrund
Im November 1964 schlossen sich einige New Yorker Musiker (einschließlich Sun Ra) offiziell zur Jazz Composers Guild zusammen. Unter der Schirmherrschaft der JCG lief vom 28. bis 31. Dezember in der Judson Hall die Veranstaltungsreihe Four Days in December („Vier Tage im Dezember“). Sun Ra und sein Arkestra traten am letzten Abend zusammen mit dem New York Art Quartet auf. Bei dem Auftritt spielte das Sun Ra Arkestra mit Pharoah Sanders and Black Harold („Atu“ Harold Murray). Sanders nahm bei der Session den Platz des abwesenden John Gilmore ein, der zu dieser Zeit mit dem Schlagzeuger und Bandleader Art Blakey – als Ersatz für Wayne Shorter – auf Tournee war.
Die gesamte Musik der Veranstaltungsreihe Four Days in December-Reihe wurde von der Jazz Composers Guild für ihr eigenes Label aufgenommen; eine Ankündigung im Dezember 1964 im Down Beat weist darauf hin, dass als erste Veröffentlichung eine Kompilations-LP geplant war. Die Guild löste sich jedoch bereits Anfang 1965 auf, so dass dies nie zustande kam. Später gab es Pläne (die wiederum auch fehlschlugen), die Konzerte auf dem Fontana-Label herauszugeben. Erst 1976 veröffentlichte Sun Ra die LP Featuring Pharoah Sanders and Black Harold, die nur die Titel 6 bis 11 der späteren Ausgaben enthielt.
Zwar ist die Musik auf der Neuedition von ESP-Disk in elf Tracks unterteilt; tatsächlich lassen sich in der Musik in drei fortlaufende, suitenartige Segmente erkennen, die eine Mischung aus Weltraumgesängen („The Second Stop is Jupiter“ und „Rocket Number 9“), dirigierten Improvisationen, Ensemblearrangements und kakophonischen Klangclustern aus dem Arkestra verbinden, stellte John Sharpe bei All About Jazz fest. „The World Shadow“ ist (noch in einem einfacheren Arrangement) die erste bekannte Version des Sun-Ra-Klassikers „The Shadow World“ – zuerst erschienen 1966 auf The Magic City.
Die von Michael D. Anderson vom Sun Ra Archive betreute CD-Neuauflage von Featuring Pharoah Sanders and Black Harold für ESP enthielt Material von 45 Minuten gut aufgenommenem Material in Stereo, darunter fünf Stücke, die nicht auf dem Originalalbum von El Saturn enthalten sind. Obwohl das auf der Hülle der Original-LP aufgeführte Personal aus zeitgenössischen Rezensionen zusammengestellt wurde (wahrscheinlich basierend auf gedruckten Handouts), unterscheidet es sich von den in Robert Campbells The Earthly Recordings of Sun Ra (Cadence Jazz Books, 1999) gemachten diskographischen Angaben: Zusätzlich vermerkt wird dort die Mitwirkung einer Posaune, einer Trompete und eines Waldhorns sowie von Robert Northerns Bassklarinette (deutlich hörbar auf „Dawn Over Israel“), die 1976 genannten Ronnie Boykins (Bass) und Jimmhi Johnson (Schlagzeug) fehlen hingegen.

## Titelliste
- Sun Ra: Featuring Pharoah Sanders and Black Harold (El Saturn Records JHNY 165)[4]

A1 Gods on a Safari

A2 The World Shadow

B1 The Voice of Pan

B2 Dawn Over Israel
- Sun Ra: Featuring Pharoah Sanders and Black Harold (ESP 4054)[7]

1. Cosmic Interpretation 1:58
2. The Other World 19:53
3. The Second Star Is Jupiter 2:19
4. The Now Tomorrow 9:56
5. Discipline 9 11:32
6. Gods on a Safari 2:56
7. The World Shadow 7:09
8. Rocket Number 9 3:57
9. The Voice of Pan 5:17
10. Dawn Over Israel 3:53
11. Space Mates 2:49

Die Kompositionen stammen von Sun Ra.

## Rezeption
Michael G. Nastos verlieh dem Album in Allmusic vier Sterne und schrieb, abgesehen von der historischen Bedeutung dieser Platte sei die Musik grandios und insgesamt fesselnd. Berühmtes Material taucht auf wie „The World Shadow“ (auch „The Shadow World“), das von kaskadierendem Piano über dichten, kontrapunktierten Free Bop und chaotischem Diskurs bis hin zu rituellem afrikanischen Trommeln reiche. Das unsterbliche, von Hardbop/Rhythm & Blues geprägte Epos „Rocket Number 9“ sei hier in vollem Ornat, ebenso wie eine prosaische Version von „The Second Stop Is Jupiter“ (alias „On Jupiter“), und die Bläsergruppe strebe nach Einheit, die der berühmte Gesang „We Travel the Spaceways“ während des straighten Blues „Discipline 9“ betont. Gastmusiker Harold Murray füge dem Ensemble ein gewisses exotisches Element hinzu, indem er Flöte und gelegentlich Holztrommeln spielt.

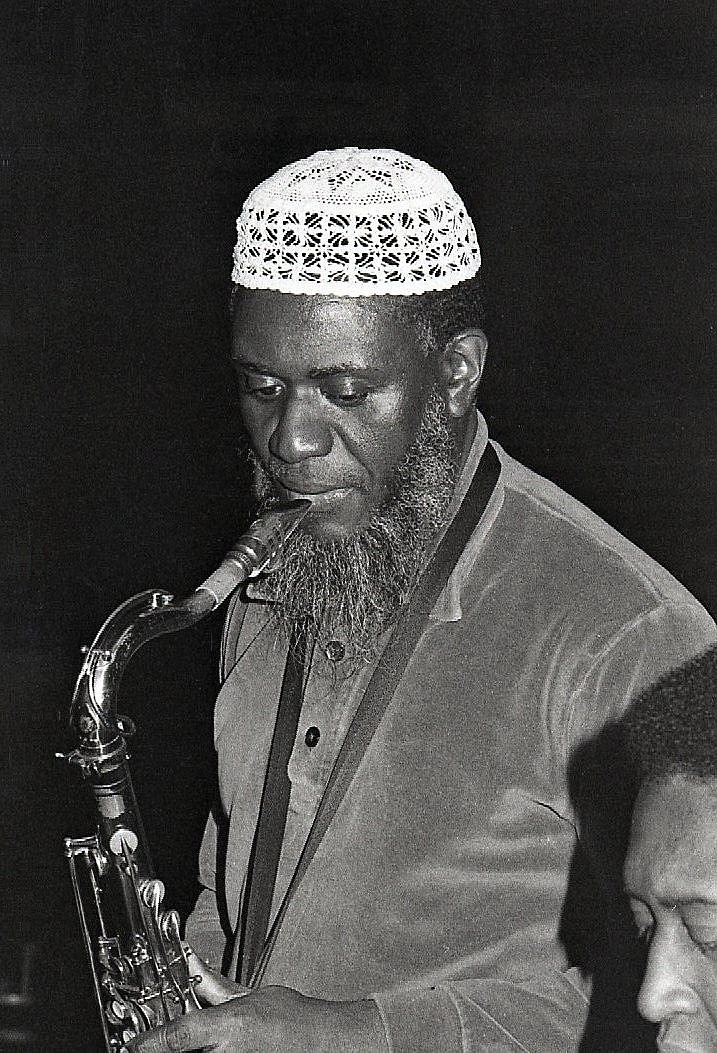
Pharoah Sanders (1981)

Nach Ansicht von John Sharpe, der das Album in All About Jazz rezensierte, biete diese Session, obwohl sie diesem hohen Standard der kurz zuvor entstandenen Meisterwerken The Heliocentric Worlds of Sun Ra 1 & 2 (ESP, 1965) und The Magic City (Saturn, 1965) nicht ganz entspreche, eine willkommene Darstellung des Sun Ra Arkestra zu einer prägenden Zeit. Zum einen sei es die einzige Gelegenheit, den explosiven Schrei des Holzblas-Ikonoklasten Pharoah Sanders mit dem Arkestra zu hören. Anstelle von Gilmore platze Sanders’ quietschendes Tenorsaxophon für spannende, aber kurze Passagen bei „The World Shadow“ und „Rocket Number 9“ aus den Ensembles und erweise sich als mehr als adäquater Stellvertreter. Dies sei auch das einzige Mal, dass der titelgebende Black Harold mit Ra aufgenommen hat und das Beste aus dieser Gelegenheit gemacht habe, mit einem vokalisierten Flöten-Showcase auf „The Voice of Pan“, das einige von Rahsaan Roland Kirks Innovationen widerspiegle,.
Herausragend sei das Stück „Discipline 9“, so der Autor, größtenteils eine grandiose, träge Lesart von „We Travel the Spaceways“, allerdings mit einem schönen, fast kammermusikalischen Ensemble-Anfang, der Ras „Discipline“-Reihe ähnle. Die üppigen Ensembletexturen seien eine Freude für das Ohr, bevor der ansteckende, rollende Rhythmus und der Gesang hervortreten. Ungeachtet kleinerer (klanglicher) Kritikpunkte sei dies ein wegweisendes historisches Dokument und für Sun-Ra-Fans geradezu unverzichtbar.